# Roxboro (Washington)
Roxboro az Amerikai Egyesült Államok északnyugati részén, Washington állam Adams megyéjében elhelyezkedő önkormányzat nélküli település.
Roxboro postahivatala 1908 és 1952 között működött. A település nevét a Massachusetts állambeli Roxboróról kapta.

## Fordítás
- Ez a szócikk részben vagy egészben  a   Roxboro, Washington című angol Wikipédia-szócikk ezen változatának fordításán alapul.  Az eredeti cikk szerkesztőit annak laptörténete sorolja fel. Ez a jelzés csupán a megfogalmazás eredetét és a szerzői jogokat jelzi, nem szolgál a cikkben szereplő információk forrásmegjelöléseként.